# Académie de la langue basque
L'Académie de la langue basque (en basque : Euskaltzaindia) est l'institution académique officielle qui se consacre à la défense de la langue basque (Euskara).
Elle a, entre autres, pour objectifs d'unifier une langue en processus de normalisation, d'en établir les normes, de veiller sur les droits de la langue, de promouvoir son usage, et plus généralement de la rendre apte à devenir le moyen d'expression de la communauté basque, un outil utile à tous les Basques. Elle a été créée en 1919 par Alphonse XIII d'Espagne sous l'impulsion des quatre Députations forales de Navarre, d'Alava, de Biscaye et du Guipuscoa. 
L'Académie est reconnue officiellement en Espagne depuis le 26 février 1976, soit quelques mois après la fin de la dictature franquiste. Elle obtient désormais le statut d'« Académie royale » (Real Academia). En France, l'Académie a été reconnue « d'utilité publique » en 1995, soit 19 ans plus tard.
Le siège officiel de l'Académie est à Bilbao en Biscaye, et elle possède des délégations pour la Navarre à Pampelune, pour le Guipuscoa à Saint-Sébastien, pour l'Alava à Vitoria-Gasteiz et pour le Pays basque français à Bayonne.

## Création

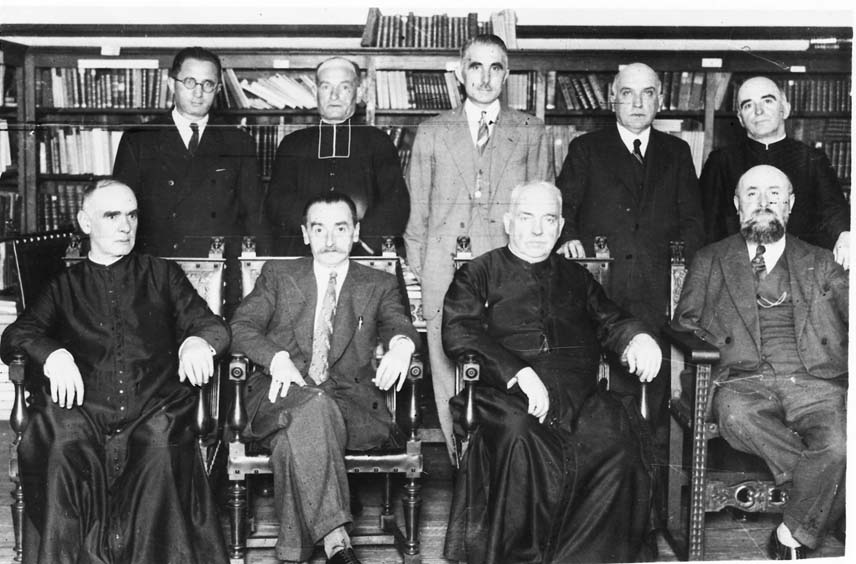
Réunion en 1927 à l'Euskaltzaindia. Haut: Orixe, Jean Elizalde, Seber Altube, Julio Urkixo et Erramun Olabide. Bas: Juan Bautista Eguzkitza, Bonifazio Etxegarai, Resurreccion Maria Azkue et Georges Lacombe.

Le contexte historique de la création de l'Académie de la langue basque correspond à la période connue sous le nom de « Renaissance basque » (ou Eusko Pizkundea), couvrant les années 1876 à 1936, qui mit en avant la langue basque comme « haute valeur culturelle à défendre et à promouvoir ». Le climat favorable à la création d'une Académie chargée de défendre la langue basque, qui avait été créé depuis plusieurs décennies par diverses personnalités étrangères ou locales (voir notamment euskaltzaindia.net), ainsi que les demandes expresses d'organisations pro-euskariennes comme Eusko Esnalea, ont poussé les organismes publics des Territoires historiques, en premier lieu la Biscaye, puis les autres Députations, à prendre des initiatives concrètes.
Lors du premier congrès d'études basques en 1918 à Oñati, on envisage la naissance d'Eusko Ikaskuntza ou Société d'études basques et celle d'Euskaltzaindia. Une commission est constituée, composée de Resurreccion Maria Azkue, Arturo Campión, Luis Eleizalde et Julio Urquijo, qui donnera naissance à la nouvelle institution. Ils fixèrent le double objectif qui régit depuis lors l'Académie: la protection de la langue (Jagon Saila) et la recherche sur la langue (Iker Saila).
Constituée en octobre 1919, le premier président fut Resurreccion Maria Azkue jusqu'en 1951. Un an plus tard parut le premier numéro de la revue Euskera, dans laquelle paraissent tous les travaux de l'Académie, et notamment les normes ; elle demeure encore aujourd'hui la revue officielle de l'Académie.
Les douze premiers académiciens sont : Resurreccion Maria Azkue, Jose Agerre, Txomin Agirre, Pierre Broussain, Arturo Campión, Juan Bautista Eguzkitza, Luis Eleizalde, Ramon Intzagarai, Martin Landerretxe, Pierre Lhande, Raimundo Olabide et Julio Urquijo.

## Objectifs
Dans les premiers statuts, les objectifs étaient ainsi formulés :
- Article 1 : La finalité de cette institution est de défendre la langue basque, de la promouvoir activement aussi bien dans le cadre philologique que social.
- Article 2 : Conformément à ces deux dispositions, l'Académie se compose de deux grandes sections, l'une philologique, l'autre tutélaire, auxquelles peuvent appartenir à la fois les sociétaires.

Ainsi, Euskaltzaindia doit se consacrer tout autant à la défense de la langue proprement dite qu'à la promotion de son statut social.

## Fonctionnement
L'Académie est gouvernée par un bureau composé d'un président, d'un vice-président, d'un secrétaire, d'un trésorier ainsi que des directeurs des deux départements (études et recherche d'une part, défense et promotion d'autre part). Les membres du bureau sont élus parmi les membres titulaires de l'Académie.
Les assemblées plénières se tiennent au moins une fois par mois. Elles rassemblent les académiciens titulaires, au nombre maximum de 24, ainsi que des membres correspondants, dont le nombre n'est pas fixé.
L'Académie est présente sur l'ensemble des territoires constituant le Pays basque historique ; le siège central est situé à Bilbao (Bilbo), et des délégations régionales existent à Bayonne (Baiona), Saint-Sébastien (Donostia), Pampelune (Iruñea) et Vitoria-Gasteiz.
Elle a pour emblème le chêne, et pour devise « Ekin eta jarrai » (Commencer et poursuivre).
Euskaltzaindia est formée d'académiciens titulaires (Euskaltzain osoak / Académicos de número), d'académiciens honoraires (Euskaltzain ohorezkoak / académicos de honor) et de membres correspondants (Euskaltzain urgazleak / académicos correspondientes). 
Le Pays basque français compte sept académiciens : Jean-Louis Davant (entré en 1975), Émile Larre (1975), Piarres Xarriton (1985), Txomin Peillen (1988), Beñat Oihartzabal (1990), Aurelia Arkotxa, l'une des quatre académiciennes d'Euskaltzaindia (2007) et Xarles Videgain (2009).
Le président actuel est Andres Urrutia, notaire à Bilbao et professeur à la faculté de droit de l'université de Deusto. Élu en décembre 2005, il a succédé à Jean Haritschelhar, président depuis 1989, qui fut conservateur du Musée basque de Bayonne et professeur à l'université de Bordeaux. 

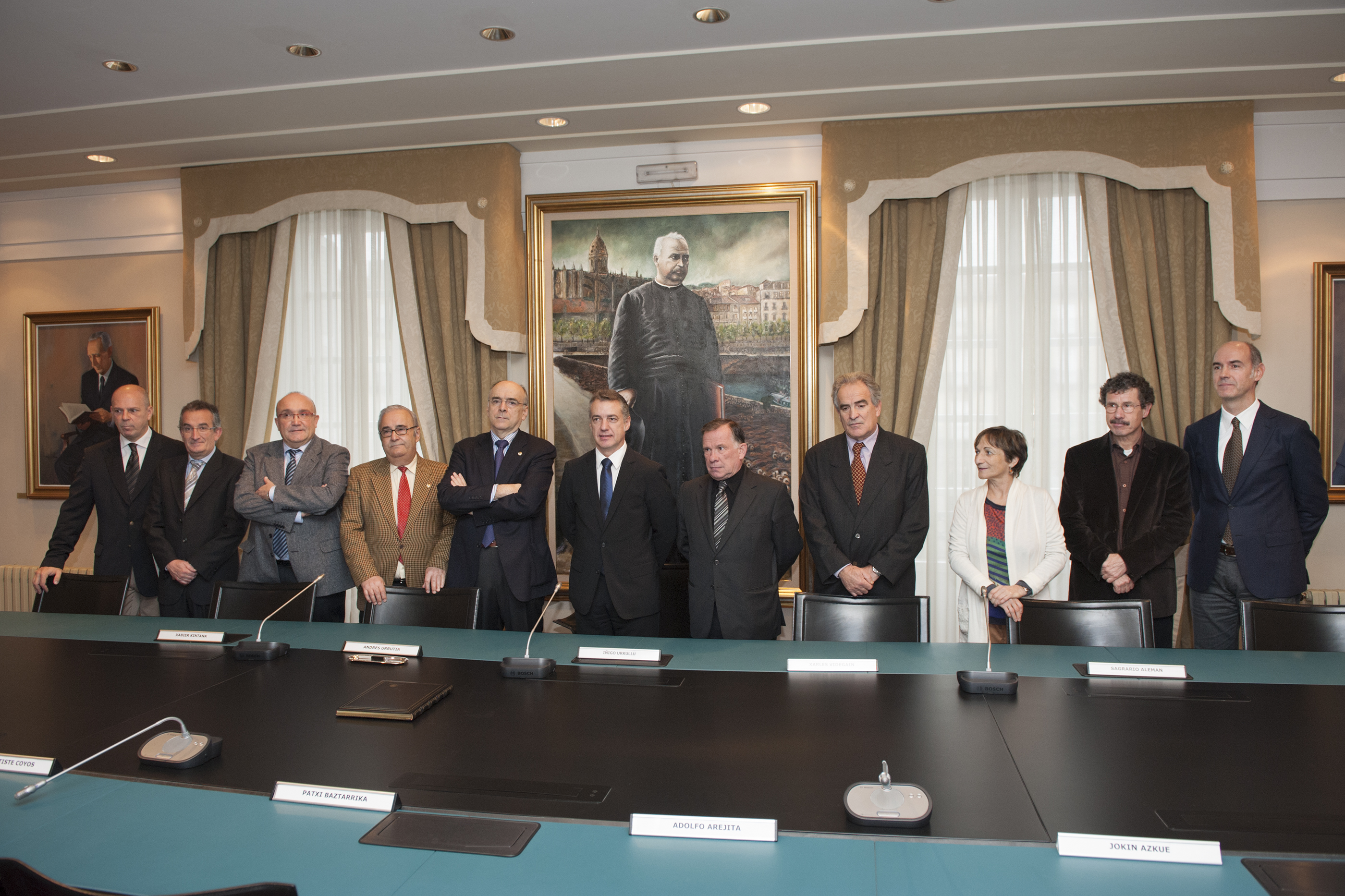
Erramun Osa, Jokin Azkue, Patxi Baztarrika, Xabier Kintana, Andres Urrutia, Iñigo Urkullu (Lehendakari), Xarles Videgain, Adolfo Arejita, Sagrario Aleman, Jean-Baptiste Coyos, Joseba Zabaleta.

Au sein de l'Académie, des commissions de travail sont chargées de différentes tâches dans le cadre de l'étude de la langue basque :
- Lexicographie : Cette commission a publié un « Dictionnaire général basque » (Orotariko Euskal Hiztegia)[3] qui répertorie l'ensemble du patrimoine lexical sous une forme descriptive, et travaille actuellement sur un « Vocabulaire de la Langue unifiée » (Hiztegi Batua) qui, contrairement au dictionnaire général, est normatif et ne reprend que le vocabulaire en basque unifié (euskara batua).
- Grammaire : Depuis 1980, cette commission travaille à la rédaction des bases grammaticales de la langue basque.
- Atlas linguistique du Pays basque : Le travail de cette commission consiste à réaliser, à partir d'enquêtes sur le terrain, une cartographie de la répartition géographique des différents dialectes parlés au Pays Basque.
- Onomastique : Cette commission effectue des recherches théoriques et historiques sur les noms propres en langue basque, afin notamment d'unifier la toponymie.
- Littérature : Cette commission analyse aussi bien la littérature populaire que la littérature savante en langue basque.
- Phonologie et phonétique : Cette commission est chargée de réaliser une étude sur la pratique orale de la langue basque, qui varie selon les locuteurs et la région, ceci dans un but à la fois descriptif et normatif.

## Euskaltzainburuak

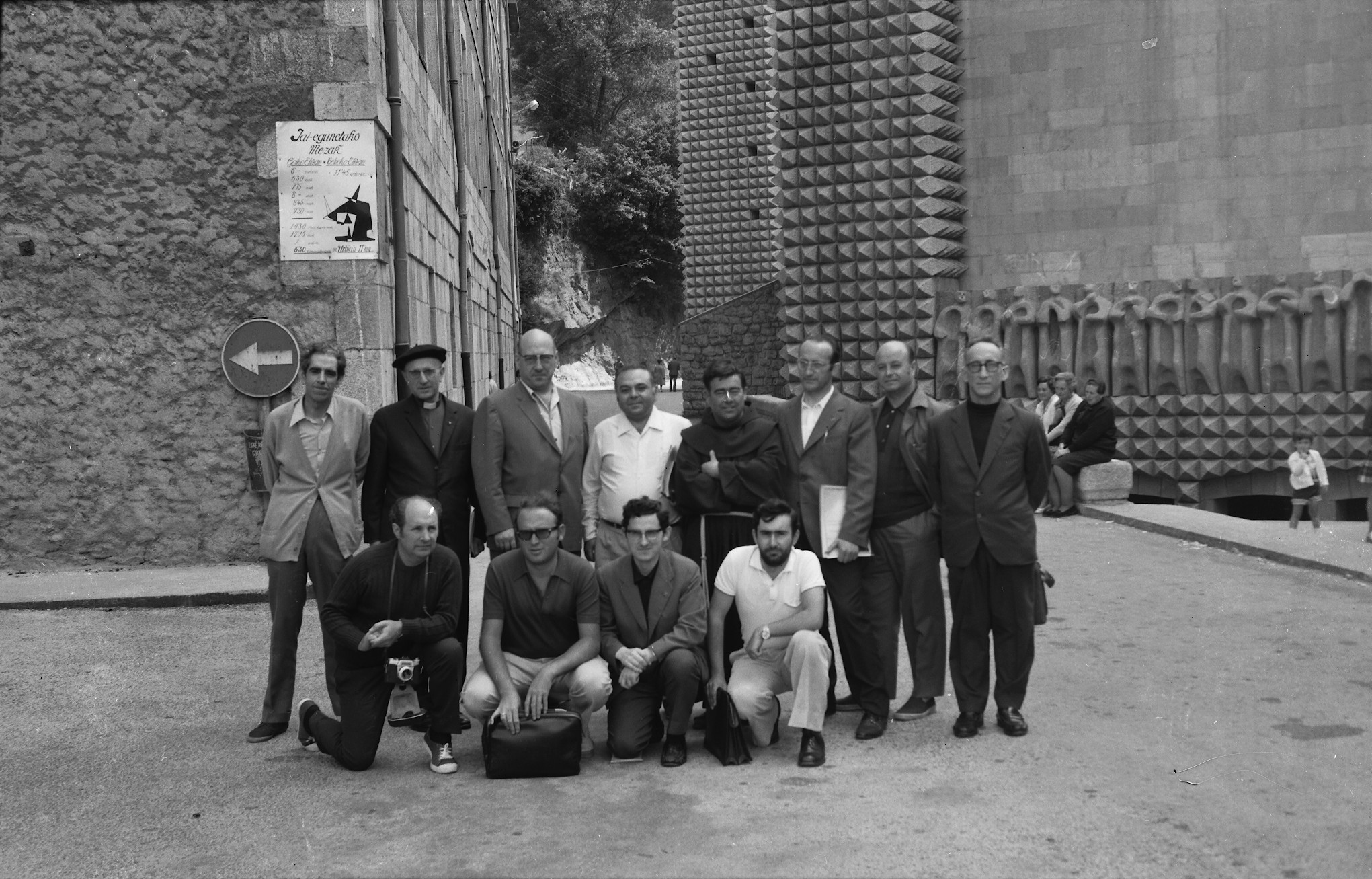
Des membres de l'Euskaltzaindia réunis au sanctuaire d'Arantzazu en 1972. Haut lieu de la culture basque et la bibliothèque du couvent conserve de très nombreux ouvrages en langue basque
Haut de gauche à droite : Koldo Mitxelena, Iratzeder, Jean Haritschelhar, Alfonso Irigoien, Luis Villasante, Jose Mari Satrustegi, Patxi Altuna et Imanol Berriatua. Bas : Juan San Martin, Jose Luis Lizundia, Joseba Intxausti et Xabier Kintana.

Euskaltzainburuak est le terme utilisé pour désigner les présidents et euskaltzainak pour désigner les académiciens.
Liste des présidents:
1. Resurreccion Maria Azkue (1919-1951).
2. Inazio Maria Etxaide (1952-1962).
3. Jose Maria Lojendio (1963-1966).
4. Manuel Lekuona (1967-1970).
5. Luis Villasante (1970-1988).
6. Jean Haritxelhar (1989-2004)
7. Andres Urrutia (2005-…)

| Bureau de l'Académie de la langue basque | Bureau de l'Académie de la langue basque | Bureau de l'Académie de la langue basque | Bureau de l'Académie de la langue basque | Bureau de l'Académie de la langue basque          | Bureau de l'Académie de la langue basque            |
| Président                                | vice-président                           | Secrétaire                               | Trésorier                                | Directeur du département d'études et de recherche | Directeur du département de défense et de promotion |
| ---------------------------------------- | ---------------------------------------- | ---------------------------------------- | ---------------------------------------- | ------------------------------------------------- | --------------------------------------------------- |
| Andres Urrutia                           | Xarles Videgain                          | Xabier Kintana                           | Sagrario Aleman                          | Adolfo Arejita                                    | Jean-Baptiste Coyos                                 |

## Influence sur l'évolution de la langue basque
Euskaltzaindia a joué un rôle important dans le développement du « basque unifié » (Euskara batua), qui s'est effectué parallèlement à celui de l'autonomie des provinces basques espagnoles.

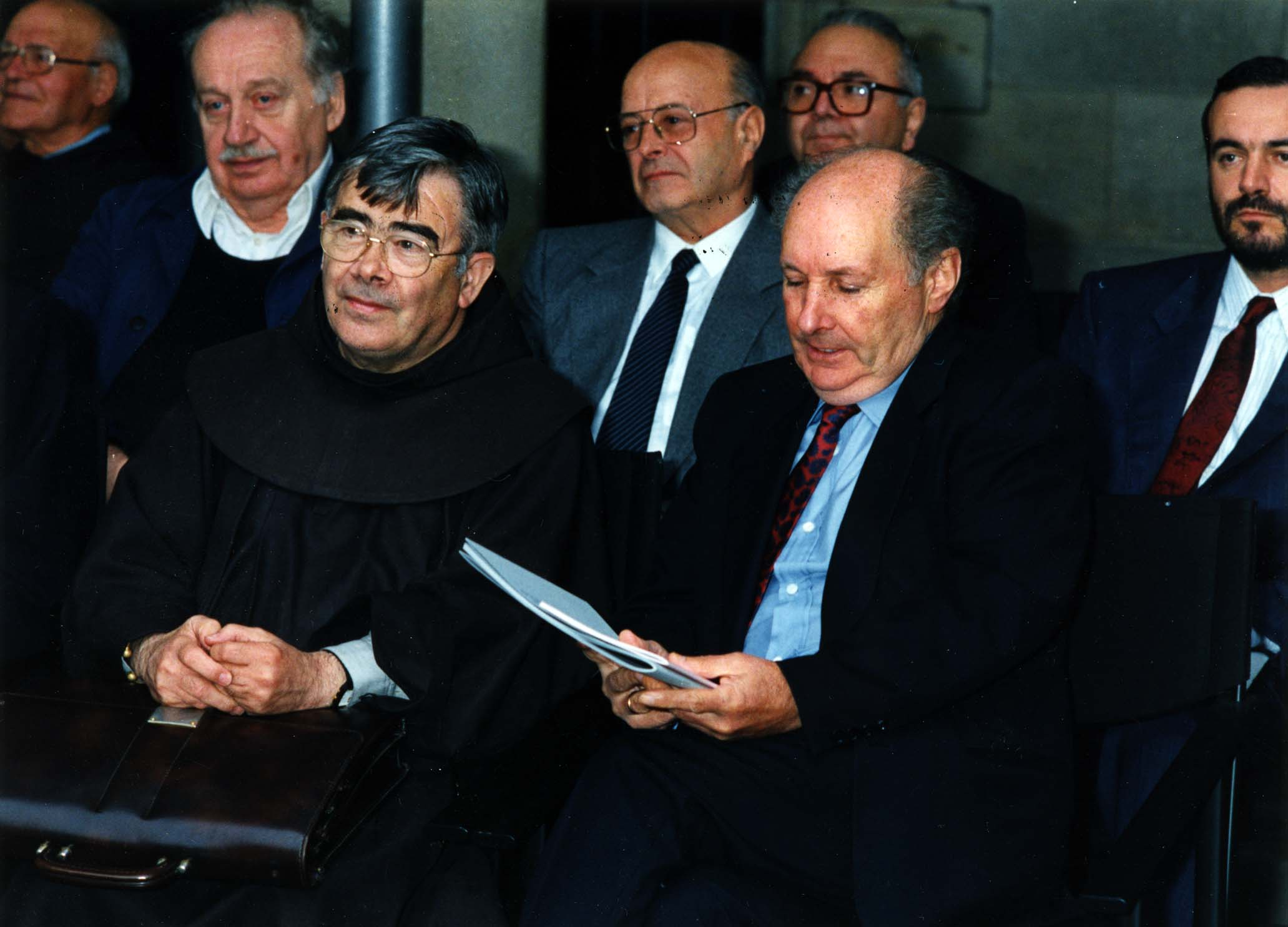
Les académiciens Juan San Martin et Luis Villasante en 1989. En arrière, Federico Krutwig, Patxi Altuna, Alfonso Irigoyen et Pello Salaburu.

Les premières tentatives de diffusion du basque en dehors du cercle privé, comme son introduction dans les centres scolaires grâce à des initiatives privées (premières écoles en langue basque ou ikastolak à Saint-Sébastien en 1954 et à Bilbao en 1957), le renouvellement de la presse en langue basque ou les tentatives d'alphabétisation des adultes dans cette langue, sont restées assez timides sous le régime dictatorial du général Franco, qui ne prit fin qu'en 1975.
Parallèlement, cela n'empêcha pas la société basque de manifester avec force sa demande de normalisation de la langue. En particulier, le Congrès d'Arantzazu établit en 1968 les règles de base pour atteindre cet objectif (unification de l'orthographe, lexique, morphologie, déclinaison), que viendront compléter plus tard la conjugaison (1973) et la syntaxe.
Le travail de normalisation effectué par Euskaltzaindia contribua, malgré les réticences d'opposants à une langue unifiée considérée comme artificielle, à une rapide adoption du basque unifié, aussi bien dans l'enseignement, que dans les médias, et même dans l'administration lors de l'établissement de la Communauté autonome basque (1979) et de la Communauté forale de Navarre (1982).

## Désaccord
Le 3 décembre 2013, lors de la Journée internationale de la langue basque, les 14 académiciens de la commission de grammaire dont le président est Pello Salaburu, ainsi que Ibon Sarasola, directeur du dictionnaire unifié, démissionnent en bloc. Selon ce dernier, Euskaltzaindia aurait rejeté un projet de sept volumes, l'Académie voulant le réduire à trois. Le président d'Euskaltzaindia, Andres Urrutia, « surpris » par la décision, minimisa la démission, car dans le passé des désaccords similaires ont déjà eu lieu. Quelques mois plus tard les divergences ont été canalisées.

### Publications
- Mendebaldearen mintzo mindua, Joseba Azkarraga Etxegibel,  (ISBN 978-84-95653-84-0)
- Santxa, Aizpea Goenaga Mendiola, BBK-Euskaltzaindia, 2006,  (ISBN 978-84-95653-85-7)
- Antzuolako Toponimia (Onomasticon Vasconiae XXV), Kristina Pavo Nuñez, Antzuolako udala - Euskaltzaindia, 2005,  (ISBN 978-84-95438-22-5)
- Baztango Mintzoa Pello Salaburu - Maite Lakar (laguntzailea),  (ISBN 978-84-95438-25-6)